# Хвойный лес

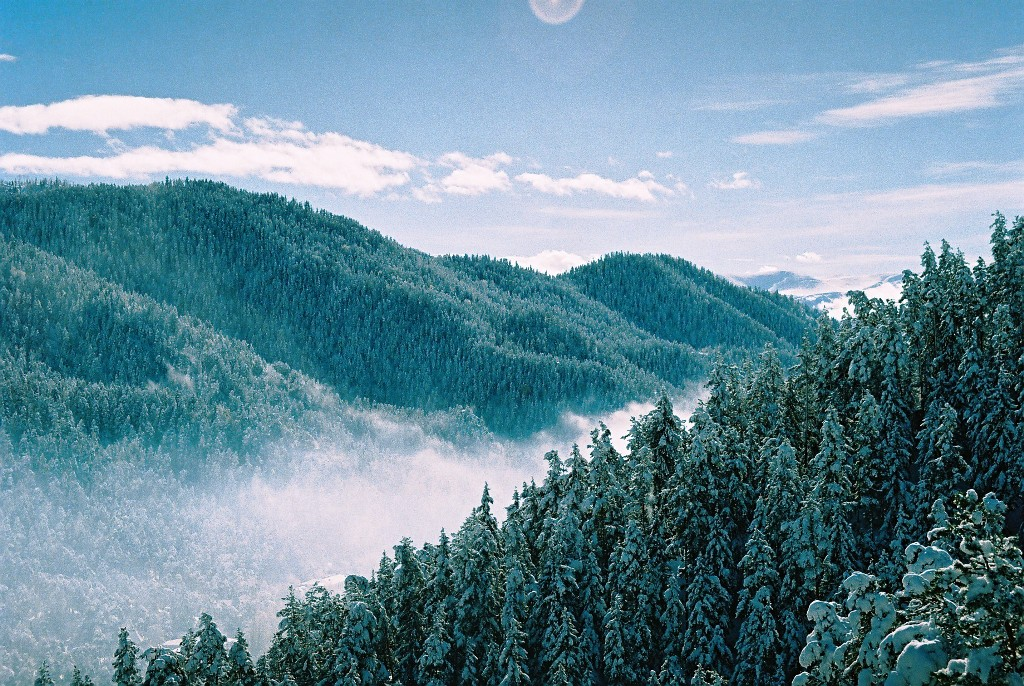
Хвойный лес в Абастумани, Грузия

Хво́йный лес — лес, состоящий из деревьев одной или нескольких хвойных пород: сосны, ели, пихты, лиственницы и другие.
В лесоводстве, в зависимости от плотности полога, выделяют светлохвойные леса, образованные сосной и лиственницей, и темнохвойные, образованные теневыносливыми видами ели, пихты и кедром.

## Распространение

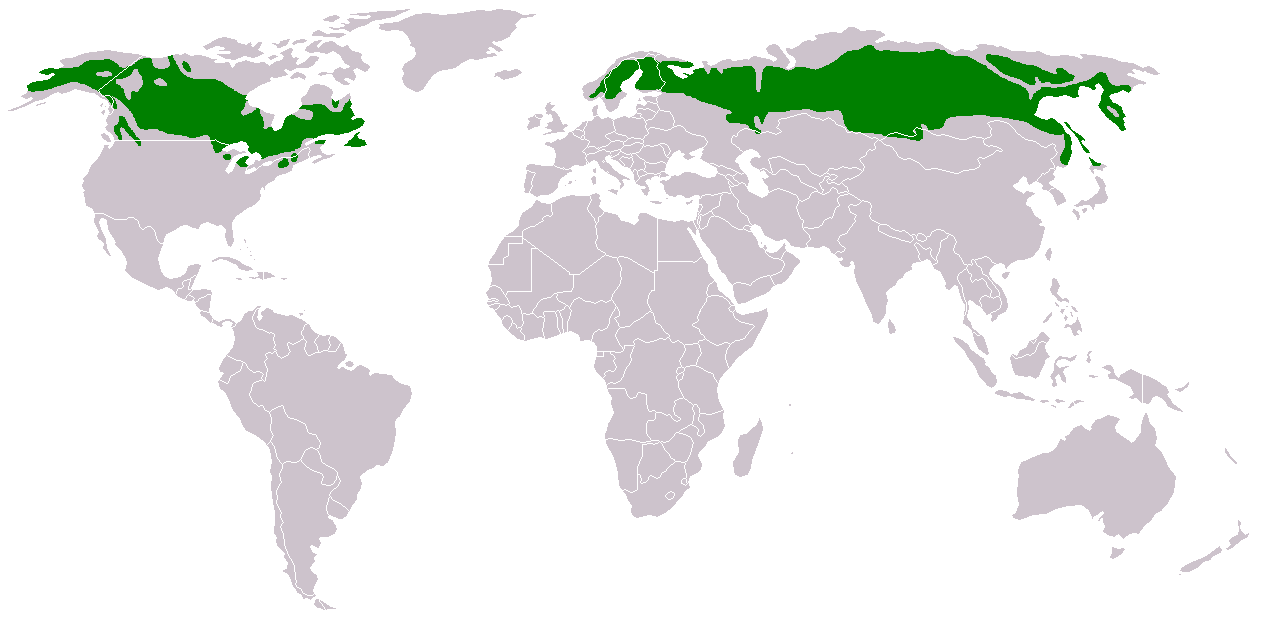
Тайга на карте мира

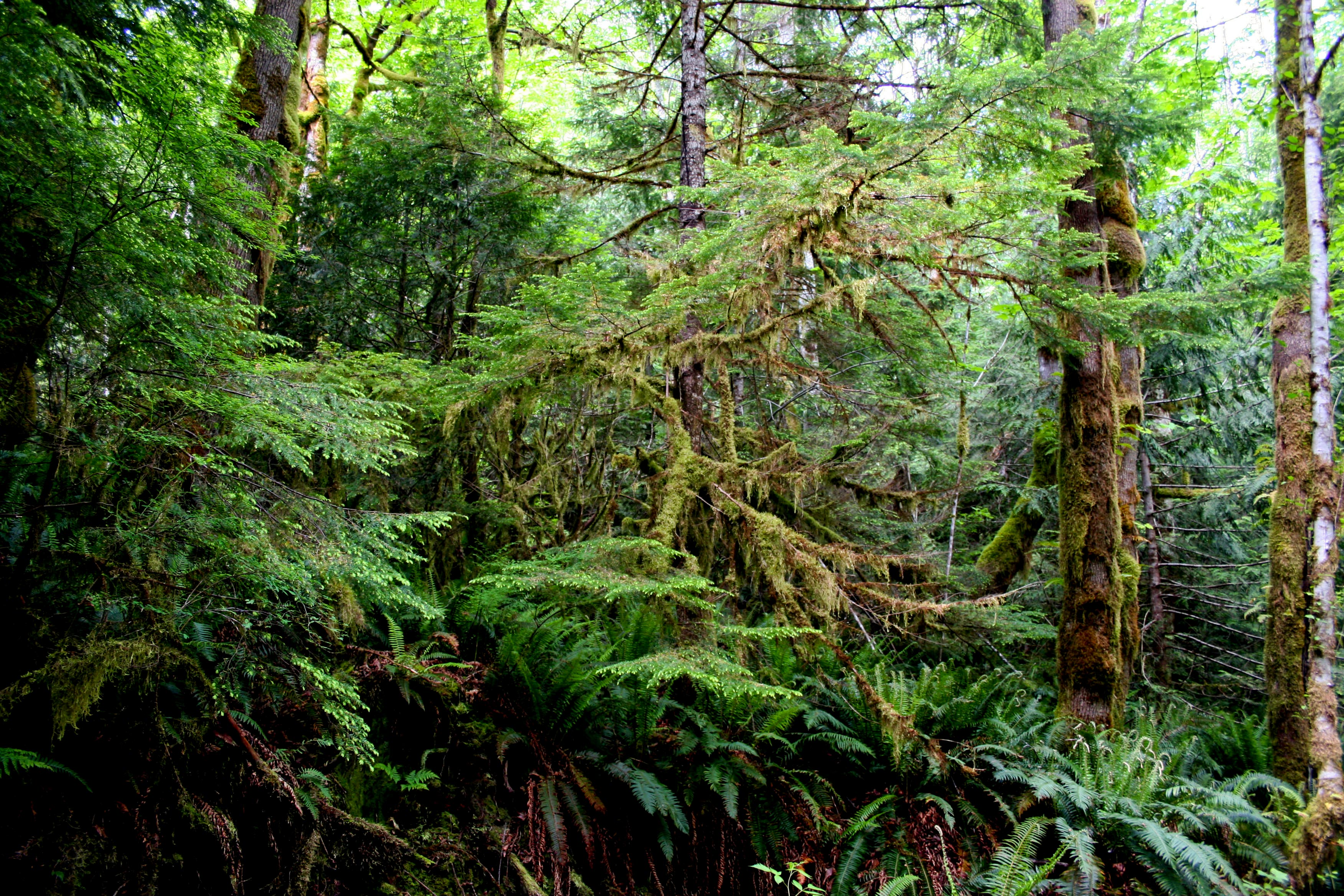
Горный хвойный лес на Западе Канады.

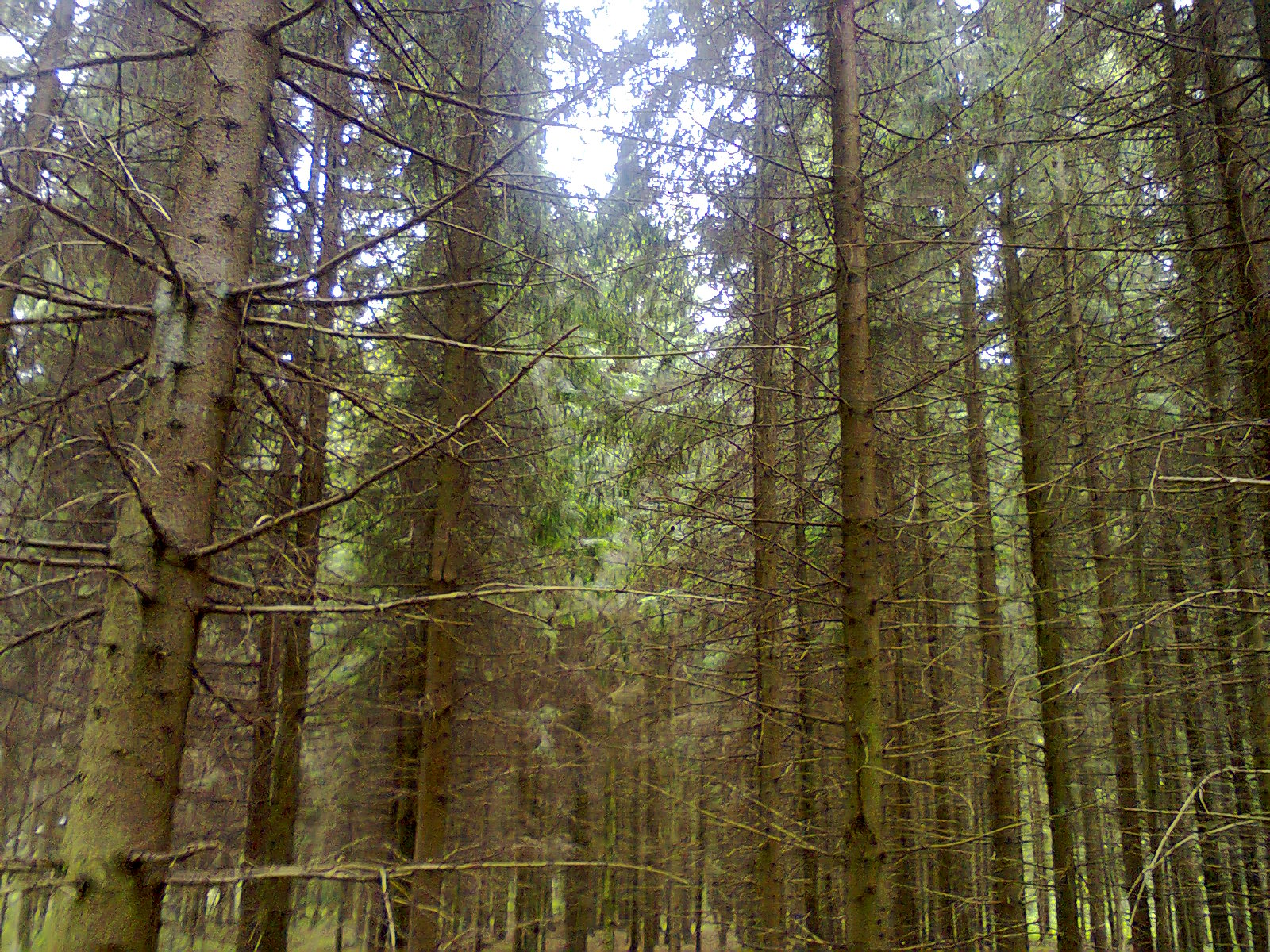
Еловый лес в Латвии

Основным ареалом хвойных лесов является обширная зона тайги с холодным климатом, расположенная на севере Евразии и Северной Америки. На севере тайга граничит с тундрой, заходя иногда за полярный круг (на Таймыре севернее 72° северной широты, в Скандинавии, на Аляске), на юге простирается до смешанных лесов, лесостепей и степей. Южная граница достигает 42 параллели на японском острове Хонсю.
В более тёплых местах хвойные леса не создают сплошной зоны, образуя лесные массивы и экорегионы. Много хвойных лесов в умеренном поясе на западе и юго-востоке Северной Америки и в Евразии. В тропиках, например в Южной Америке, в Австралии, они распространены меньше, в основном в горах.

### Лесообразующие породы

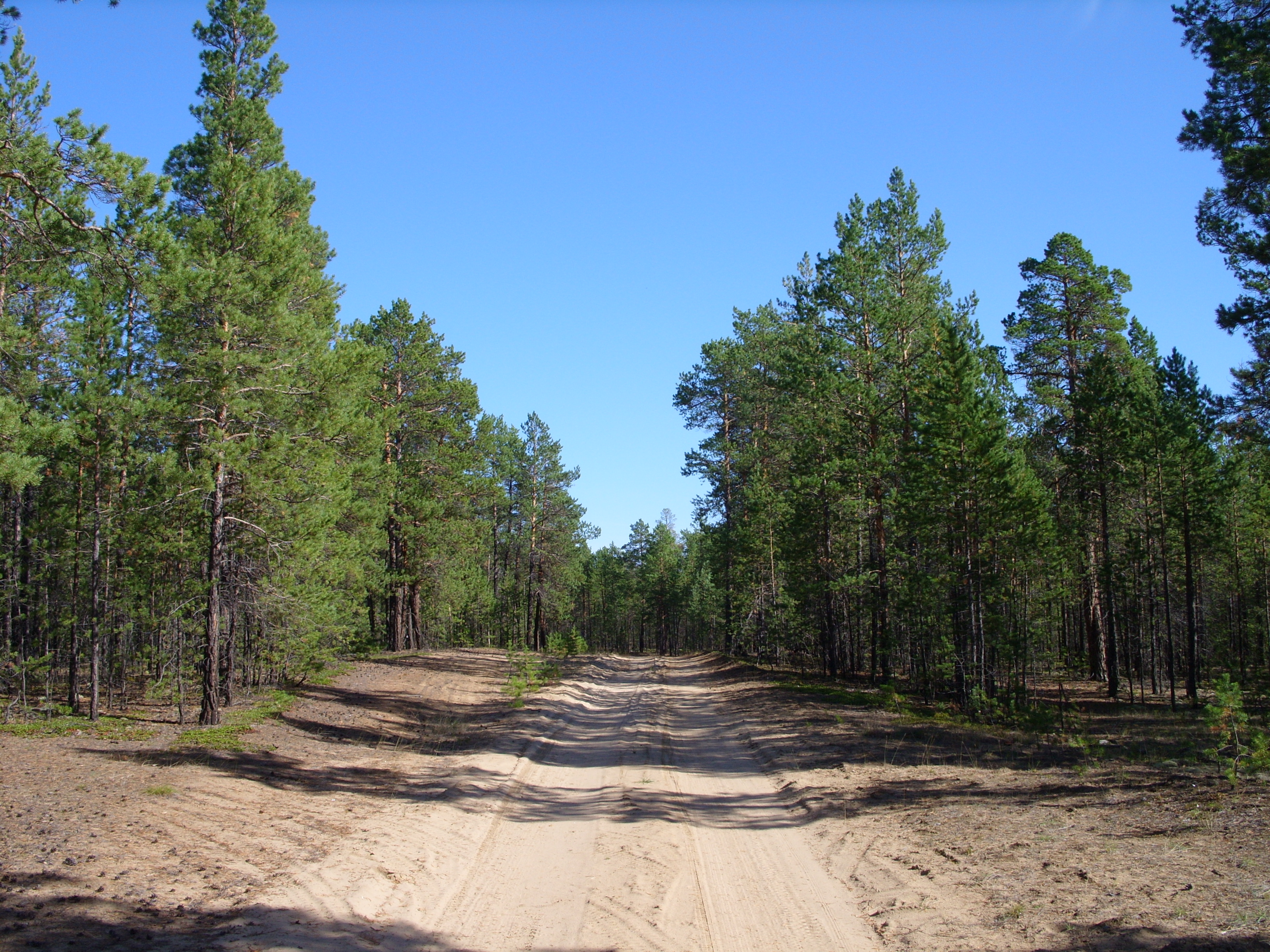
Сосновый лес в Якутии

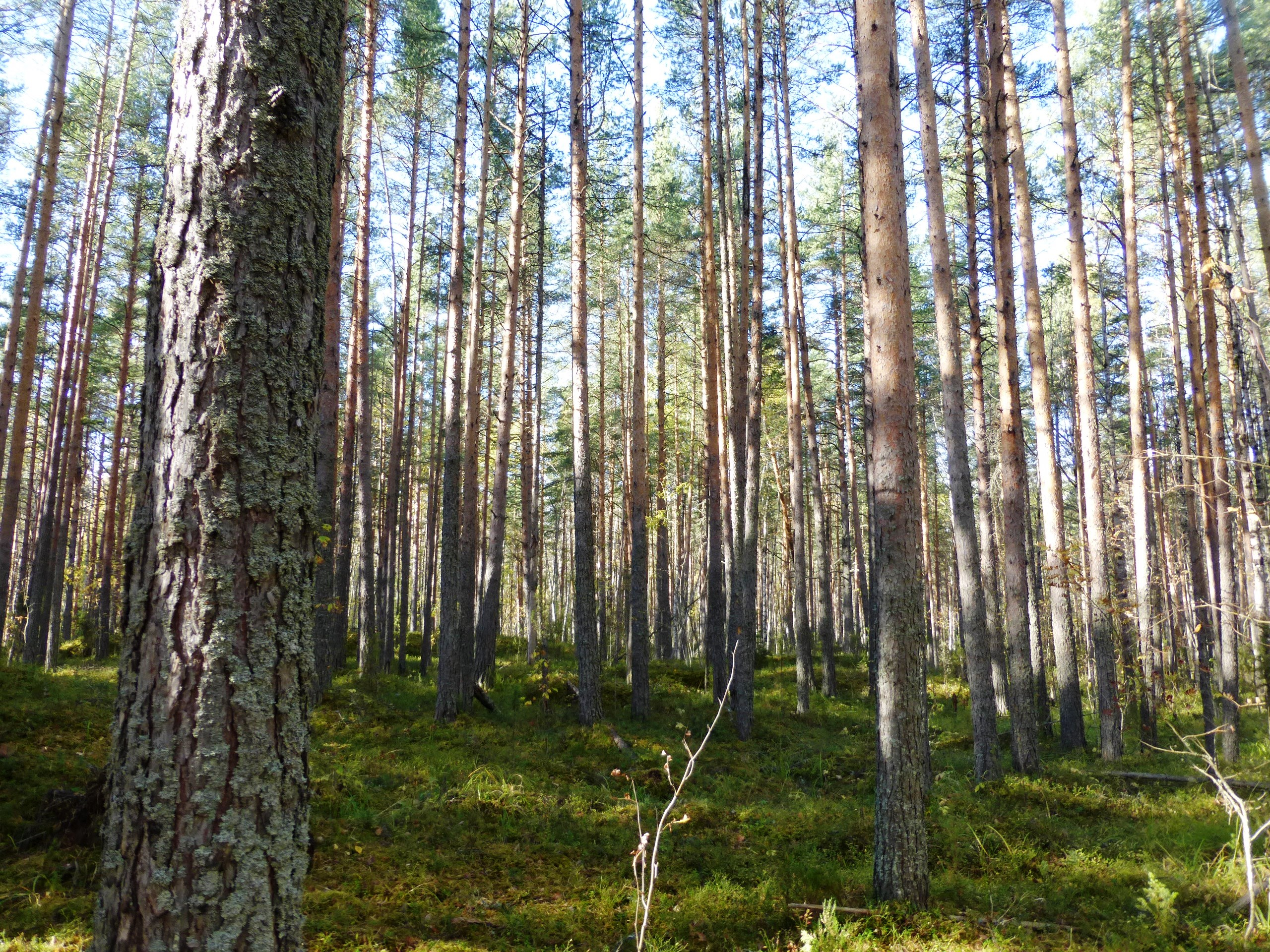
Сосновый лес в Карелии

В тайге основные лесообразующие породы, обычно одноярусного древостоя, принадлежат в основном к родам Ель (Picea), Сосна (Pinus), Пихта (Ábies) и Лиственница (Larix).
В Европе на Севере наиболее распространена ель европейская (Pícea ábies). Южнее в елово-сосновых и в сосновых лесах широко присутствует сосна обыкновенная (Pinus sylvestris).
Западная Сибирь является ареалом елово-лиственничных, лиственнично-кедрово-сосновых, кедрово-сосновых лесов. Енисейская тайга представлена на юге елово-пихтово-берёзовыми лесами, в средней части елово-кедрово-берёзовыми лесами, на севере елово-кедрово-лиственнично-берёзовыми лесами.
В тунгусской тайге распространена лиственница сибирская (Lárix sibírica) с примесью ели и сосны, или с примесью ели и пихты в более влажных местах, в бассейне Ангары преобладают сосновые леса.
В Восточной Сибири преобладают лиственничные леса, в основном редкостойные, с развитым травяным покровом. Подлесок представляют кедровый стланик (Pinus pumila), рододендрон даурский (Rhododendron dauricum), берёза кустарниковая (Betula fruticosa). Главные лесообразующие породы — лиственница сибирская и лиственница даурская (Lárix gmélinii), в горах Забайкалья в примеси распространены сосна сибирская (Pinus sibirica) и ель. В Якутии преобладает лиственница даурская с примесью сосны, берёзы и осины.
В Северной Америке лесообразующими породами являются: в Канаде — ель чёрная (Picea nigra), ель белая (Picea glauca), пихта бальзамическая (Abies balsamea), лиственница американская (Lárix laricína); в районе Великих озёр — сосна скрученная (Pinus contorta), тсуга канадская (Tsuga canadensis); в Аппалачах — ель чёрная, ель красная и американские виды пихты.
В примеси мелколиственные породы, в основном берёза и осина, встречаются повсеместно, широколиственные (дуб, липа, клён) — только на юге тайги.
Хвойные леса Тихоокеанского побережья Северной Америки обладают мощным развитием и разнообразием древесных пород. Здесь произрастают Ель ситхинская (Picea sitchensis), Псевдотсуга Мензиса (Pseudotsuga menziesii) и др.
В тропиках на тощих почвах могут произрастать сосновые леса, похожие на северные, но имеющие другой видовый состав.
Например в Вест-Индии произрастают сосна карибская (Pinus caribaea), тропическая (Pinus tropicalis), западная (Pinus occidentalis), в Южной и Юго-Восточной Азии сосна островная (Pinus insularis), сосна суматранская (Pinus merkusii) и другие. В Южной Америке на юге Чили и в Аргентине в Андах растёт фитцройя кипарисовидная. Араукариевые леса находятся в двух изолированных друг от друга районах. Араукария бразильская (Araucaria brasiliana) преобладает в штатах Парана, Санта-Катарина и Риу-Гранди-ду-Сул в Бразилии, а также в Уругвае, Восточном Парагвае и Аргентине. Значительно меньше лесов из араукарии чилийской (Araucaria araucana). В Австралии основная хвойная порода — подокарп.

## Классификация
Бо́льшая часть хвойных лесов относится к тайге — природной зоне северных хвойных лесов. Кроме них хвойные леса умеренного пояса и тропические и субтропические хвойные леса образуют лесные массивы и экорегионы.
По плотности полога различают темнохвойные и светлохвойные леса. Темнохвойные леса состоят из деревьев теневыносливых пород: разных видов ели, пихты и сосны кедровой сибирской, а светлохвойные леса состоят из деревьев светолюбивых пород: разных видов лиственницы и сосны обыкновенной. Темнохвойные леса обладают высокой сомкнутостью и плотностью полога, поэтому в них слабая освещённость и почвы прогреваются плохо. Поэтому подзолообразовательный процесс медленнее, накапливается грубый гумус и в результате почвы менее плодородные. Ажурность крон светлохвойных лесов позволяет попасть под полог большему количеству осадков и света, улучшается прогрев почвы. Поэтому надпочвенный покров и подлесок развиваются интенсивней. Встречаются и смешанные хвойные леса, образованные как темнохвойными, так и светлохвойными породами.
В международной классификации, предложенной ЮНЕП (UNEP-WCMC system), среди хвойных лесов умеренной и холодной зоны различают следующие категории:
- Хвойные вечнозелёные леса — занимают значительную часть таёжной зоны и образуют все умеренные хвойные леса.
- Леса с опадающей хвоей — Таёжные лиственничные леса.
- В категории Болотные и заболоченные леса тоже присутствуют хвойные леса.

Также выделяют
- Тропические и субтропические хвойные леса[11][12]

## Искусственные хвойные леса
Многие хвойные леса в относительно густонаселённых частях планеты являются искусственными, в том числе там, где естественными были бы лиственные или смешанные леса. В Европе и Северной Америке они были заложены с конца XVIII века. В Европе проводилось восстановление леса, после того как во многих областях он почти вырублен, и из-за обеднения почвы для этого подходили лишь стойкие хвойные породы. В Северной Америке более ценные лиственные породы вырубались гораздо интенсивнее, в результате чего стали в лесах преобладать хвойные деревья. Позже подобные леса оставлялись, так как хвойные породы росли быстрее и позволяли быстрее получать прибыль. В наше время во многих местах произошло переосмысление этой традиционной политики и многие леса постепенно превращают в смешанные.
Существуют различные мнения о естественности наличия некоторых хвойных лесов на равнинах умеренных широт. В более сухих регионах сосновый лес может представлять обычную вегетацию. Это наблюдается в тёплых и засушливых регионах юго-запада США, на Пиренейском полуострове и на карстовых территориях Балкан. Поросшими исключительно хвойными породами могут быть и менее благоприятные отдельные места на равнине, например северные склоны или котлованы с холодным воздухом.

## Животный и растительный мир
Природная зона богата зелёными деревьями. Здесь можно найти из растений: пихту, мхи, малые кустарники. Огромный мир животных: лиса, лось, дятел, рысь, олень, бурый медведь, росомаха, ястреб, заяц.

## Некоторые экорегионы хвойных лесов
- Восточно-Сибирская тайга
- Северовосточно-Сибирская тайга
- Араукариевые влажные леса
- Гималайские субтропические сосновые леса
- Северовосточные гималайские субальпийские хвойные леса
- Восточногималайские субальпийские хвойные леса
- Сосновые леса Канарских островов
- Средиземноморские хвойные и смешанные леса